# Macrocypridina castanea
Macrocypridina castanea is een mosselkreeftjessoort uit de familie van de Cypridinidae. De wetenschappelijke naam van de soort is voor het eerst geldig gepubliceerd in 1897 door Brady.